# Хосе Луїс Чилаверт
Хосе́ Луї́с Фе́лікс Чилаве́рт Гонса́лес (ісп. José Luis Félix Chilavert González; 27 липня 1965, Луке, Парагвай) — парагвайський футболіст, воротар. Тричі визнаний найкращим воротарем за версією Міжнародної федерації футбольної історії та статистики.
Чилаверт відомий майстерністю виконання штрафних ударів та пенальті. Він забив 62 голи у своїй професійній кар'єрі, багато з яких мали вирішальне значення, зокрема, вісім голів у матчах за національну збірну Парагваю. Чотири з цих голів Чилаверт забив під час відбіркового турніру чемпіонату світу з футболу 2002 року. Був найрезультативнішим воротарем у професійному футболі, поки його не перевершив бразильський голкіпер Рожеріо Сені в 2006 році. Єдиний воротар, що є автором хет-трику. Учасник двох чемпіонатів світу з футболу: 1998 і 2002. Завершив кар'єру футболіста у 2004 році.
Чилаверт відомий своєю ексцентричністю та запальним характером, що призводило до конфліктів; найвідомішим серед яких було видалення з поля за бійку з колумбійськими нападником Фаустіно Аспрілья.

## Клубна кар'єра
Свої виступи у професійному футболі Чилаверт розпочав в складі парагвайського клубу Спортиво Лукеньо у віці 17 років. У 1984 він підписав контракт з футбольним клубом Гуарані, з яким виграв чемпіонат Парагваю в тому ж році. У 1985, у віці 20 років, він уклав контракт з аргентинським клубом Сан-Лоренцо. 1989 року Чилаверт переїхав до Іспанії в клуб Реал Сарагоса. У 1991 році він повернувся до Південної Америки і почав виступати за клуб Велес Сарсфілд, з яким досяг найбільших успіхів в своїй клубній кар'єрі, вигравши аргентинський чемпіонат (чотири рази), Кубок Лібертадорес, Міжконтинентальний Кубок і Суперкубок Південної Америки.
Під кінець своєї футбольної кар'єри Чилаверт два роки жив у Франції, захищаючи кольори футбольного клубу Страсбург, і потім рік — в Уругваї, виступаючи за найтитулованіший клуб цієї країни Пеньяроль з Монтевідео. У грудні 2003 році він оголосив про закінчення футбольної кар'єри, але потім вирішив повернутися у свій рідний клуб Велес Сарсфілд. 11 листопада 2004 року Чилаверт зіграв свій прощальний матч, в якому забив ще один гол.

## Виступи за національну команду
У складі збірної Парагваю Чилаверт дебютував в 1989 році. У 1998 році брав участь у чемпіонаті світу у Франції, де став першим воротарем, який виконав прямий вільний удар по воротах на турнірі такого високого рангу (в матчі проти Болгарії). Чилаверт допоміг збірній Парагваю вийти в 1/8 фіналу, зберігши свої ворота «сухими» у двох матчах групової стадії турніру. У матчі проти збірної Франції Парагвай зазнав поразки, пропустивши «золотий м'яч» від Лорана Блана. Разом із Фаб'єном Бартезом, Чилаверта включили в символічну збірну найкращих гравців чемпіонату світу 1998 року.
Брав участь в чемпіонаті світу з футболу 2002 року в Південній Кореї та Японії. У відбірковому турнірі до чемпіонату Чилаверт забив чотири голи, що стало вагомим внеском для потрапляння збірної на чемпіонат. У першому матчі групового етапу проти збірної ПАР Чилаверт сидів на лаві запасних, оскільки був дискваліфікований рішенням ФІФА за плювок в обличчя бразильця Роберта Карлоса після гри Бразилія—Парагвай на етапі відбірного турніру. Збірна Парагваю вийшла з групи, але програла збірній Німеччині з рахунком 0:1, пропустивши м'яч за дві хвилини до закінчення основного часу.
Найкращий воротар світу за версією Міжнародної федерації футбольної історії і статистики (IFFHS) у 1995, 1997 і 1998. Забив 8 м'ячів за національну збірну Парагваю, а всього в її складі провів 74 матчі.

## Конфлікти
Хосе Чилаверт зарекомендував себе як воротар, добре відомий не тільки здатністю надійно захищати ворота, а й своєю ексцентричністю та запальним характером.
Під час матчу відбірного циклу чемпіонату світу 1998 року Парагвай - Колумбія сталася бійка між Чилавертом та нападником колумбійців Фаустіно Аспрілья, суддя видалив з поля обох футболістів.
Ще один конфлікт відбувся в 2001 році, коли Бразилія у себе вдома приймала збірну Парагваю в матчі відбірного циклу чемпіонату світу 2002 року. Після закінчення матчу Чилаверт плюнув в обличчя лівому захиснику бразильців Роберту Карлосу, який нібито провокував запального голкіпера протягом усього матчу, в якому Бразилія виграла з рахунком 2-0.
У 2005 році французький суд засудив його до шести місяців позбавлення волі умовно. Судовий спір виник з приводу пред'явлення парагвайцем підробленого документа на підтримку своїх вимог про компенсацію від свого колишнього клубу Страсбург. Суд ухвалив рішення зобов'язати воротаря виплатити клубу 10 000 € компенсації і 1 € — президенту клубу Патріку Пройзі.

## Подальша кар'єра
Під час чемпіонатів світу з футболу 2006 і 2010 рр. працював коментатором на американському телеканалі Univision. Окрім того, займався бізнесом, мав значну нерухомість.
Наприкінці 2020 року заявив про свою участь у виборах президента країни, які мали відбутися у 2023 році.

## Титули й досягнення
- Чемпіон Парагваю (1):

«Гуарані»: 1984
- Чемпіон Аргентини (4):

«Велес Сарсфілд»: Клаусура 1993, Апертура 1995, Апертура 1996, Клаусура 1998
- Володар Кубка Лібертадорес (1):

«Велес Сарсфілд»: 1994
- Володар Міжконтинентального кубка (1):

«Велес Сарсфілд»: 1994
- Володар Суперкубка Лібертадорес (1):

«Велес Сарсфілд»: 1996
- Переможець Рекопи Південної Америки (1):

«Велес Сарсфілд»: 1997
- Володар Кубка Франції (1):

«Страсбур»: 2000–01
- Чемпіон Уругваю (1):

«Пеньяроль»: 2003